# Sofia Federico
Sofia Federico é uma cineasta brasileira formada em jornalismo pela UFBA, atua como roteirista, diretora e pesquisadora de audiovisual e consultora de dramaturgia. Está em fase de finalização do seu primeiro longa de ficção Tempo Meio Azul Piscina, roteiro contemplado com o Prêmio Cabíria em 2019 e vencedor em 2020 do FRAPA – Festival de Roteiro Audiovisual de Porto Alegre. Com esse projeto, participou do 9º Brasil CineMundi e passou a integrar o catálogo da distribuidora Elo Studios, através do Selo Elas. O projeto foi contemplado em 2023 no edital de Novos Realizadores da Ancine/FSA. 
Sofia foi indicada em 2003 e 2006 ao Prêmio da Academia Brasileira de Cinema como melhor produção no formato de curta-metragem pelos filmes Cega Seca  e Vermelho Rubro do Céu da Boca. Desde 2014, vem escrevendo e dirigindo conteúdos seriados, como Francisco só quer jogar bola (2020/ TVE Bahia), Todos os Sonhos (TVE Bahia) e Tabuh! (2019/Futura e Globoplay), finalista do Prix Jeunesse Iberoamericano de 2019. Em 2021, o episódio Utopia, da série Pequeno Tratado de Pequenas Coisas foi eleito pelo júri infantil da 20a Mostra de Cinema Infantil de Florianópolis como um dos melhores da Categoria +12. 
No período entre 1999 e 2006, Sofia foi membro da diretoria da Associação Baiana de Cinema e Video (ABCV), onde também atuou como vice-presidente.  Federico foi diretora do  Diretora de Audiovisual da Fundação Cultural do Estado da Bahia/ Secretaria de Cultura do Estado, entre 2007 e 2012. Entre os anos de 2020 e 2022, foi cocriadora e coordenadora geral do narrAtiVas – Programa de Formação Audiovisual da Bahia e do Programa de Formação Continuada em Game Design, iniciativa da Benditas Projetos Criativos, empresa que sócia.  
É mestre em Comunicação e Cultura Contemporâneas pela UFBA e integrante do grupo de pesquisa A-tevê (Laboratório de Análise de Teleficção).
Desde 2020, é membro da Rede Paradiso de Talentos. 

## Filmografia
- Tempo Meio Azul Piscina. Ficção, Longa Metragem. Em montagem.
- Pequeno Tratado de Pequenas Coisas.  Série de Ficção. 5 episódios de 13min. Em distribuição
- Todos os Sonhos. Série documental. 5 episódios de 26min. 2024. Em distribuição
- Tabuh! Série de Ficção. 5 episódios de 26min. 2020
- Francisco só quer jogar bola. Série de Ficção. 13 episódios de 26min. 2020
- Navegantes (coautoria com Orlando Sena). Ficção. 15min, 2015
- Jazz na Madrugada (codiração com Marcos Póvoas). Programa de TV, 52min/3 horas. 2013 - 2014
- Reconvexo e Amuletos do Velho Chico. Dois episódios da Série Documental Artesãos da Cultura Baiana. 26min/cada, 2014
- Mães D´Água. Documentário, 60 min. 2010
- O Teatro Dança. DocExperimental. 2007

- Vermelho Rubro do Céu da Boca. Ficção, 18 min, 2005.
- Caçadores de Saci. Ficção, 13min, 2005
- Cega Seca. Ficção. 2003